# 灰色8号

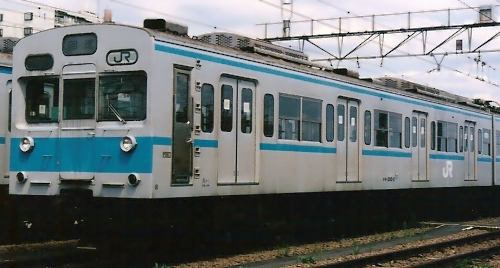
灰色8号を地色とした301系

灰色8号（はいいろ8ごう）は、日本国有鉄道（国鉄）が定めた色名称の1つである。

## 概要
国鉄部内の慣用色名称は「シルバーグレー」である。
車体外部色としての採用は遅く、1970年に地下鉄乗り入れ車両として製造された国鉄103系1000番台・1200番台において、地下鉄車両や301系とイメージを合わせるため、銀色に近い灰色として地色に採用された。正確には銀色ではなかったが、旅客案内上は「ぎん色の電車」として案内されていた。1978年には301系もアルミ車体の表面保護として、本色が地色として使用されることになった。
2003年に地下鉄乗り入れ車両は全てアルミニウムまたはステンレス無塗装の後継車に置き換えられ、以後本色を地色とする車両は登場していない。
元来、本色は特急・急行形車両の冷水器や、新幹線0系の荷物保管室の内壁、座席脇のFRP製のひじかけなど、どちらかといえば部分的に、あまり目立たない使われ方をされていた色であるが、これらは現在でも残存しているものがある。

## 使用車両
- 国鉄103系電車（地下鉄乗り入れ仕様車）
- 国鉄301系電車

## 近似色
- 灰色9号
- 東京メトロ日比谷線のラインカラー（シルバー）